# 幸せになるための5秒間
『幸せになるための5秒間』（原題:A Long Way Down）は2014年に公開された英独合作のコメディ映画である。監督はパスカル・ショメイユ、主演はピアース・ブロスナンが務めた。本作はニック・ホーンビィが2005年に上梓した小説『ア・ロング・ウェイ・ダウン』を原作としている。
なお、本作は日本国内で劇場公開されなかったが、Amazonでの配信が行われている。

## ストーリー
大晦日。マーティン・シャープはロンドンにある高層ビルの屋上から飛び降りようとしていた。その矢先、モーリーンと名乗る女性が屋上にやって来た。モーリーンも飛び降り自殺を図ろうとしていたのである。思わぬ事態に困惑しつつも、マーティンが意を決して飛び降りようとしたところ、2人の若者（ジェスとJ.J.）が屋上にやって来た。2人もまた自殺志願者であった。
3人はマーティンの顔に見覚えがあった。何故なら、マーティンは人気テレビ番組の司会者だったからである。マーティンはうっかり15歳の少女と肉体関係を持ってしまったため、裁判にかけられ服役することになった。その絶望から自殺しようとしたのである。モーリーンには溺愛している息子がいたが、その息子は余命幾ばくもない状態にあった。息子と別れたくない一心で、モーリーンは自殺を決意したのであった。ジェスは政治家である父親との関係悪化に伴う苦悩から、J.J.はバンド活動の行き詰まりと末期ガンの苦しみから自死を選ぼうとしていた。自殺に至るまでの経緯を話し終えた4人はバレンタインデーまで自殺を思い留めることを約束した。
マーティンは「自殺しようとした4人が同じ幻覚を見て踏みとどまった」という噂を流し、ロンドンの人たちの関心を引いた結果、4人はマーティンが司会を務めていたトークショー番組に出演することになった。ところが、番組の司会者であるペニーは4人の神経を逆なでする質問を連発したため、4人の気分は一層落ち込むことになった。
4人はロンドンの喧噪から離れるためにリゾート地へ向かった。当初、4人は楽しく過ごしていたが、ある一人が嘘をついていたことが発覚したために、一気に険悪な雰囲気が漂うことになった。

## キャスト
- ピアース・ブロスナン - マーティン・シャープ
- トニ・コレット - モーリーン・トンプソン
- イモージェン・プーツ - ジェス
- アーロン・ポール - J.J.
- ロザムンド・パイク - ペニー
- サム・ニール - ジェスの父親
- タペンス・ミドルトン - キャシー・ミラー
- ジョー・コール - チャス・ジョンソン
- ジョセフ・アルティン - マティ

## 公開・マーケティング
2014年1月28日、本作のオフィシャル・トレイラーが公開された。2月10日、本作は第64回ベルリン国際映画祭でプレミア上映された。

## 評価
本作に対する批評家からの評価は芳しいものではない。映画批評集積サイトのRotten Tomatoesには53件のレビューがあり、批評家支持率は23%、平均点は10点満点で4.28点となっている。サイト側による批評家の見解の要約は「雰囲気はごった煮状態で、コンセプトは十分に練り上げられていない。『幸せになるための5秒間』は原作小説の映像化としては失敗であり、才能のある俳優たちを無駄遣いしてしまった。」となっている。また、Metacriticには21件のレビューがあり、加重平均値は34/100となっている。